# Jiangjunosaurus
Jiangjunosaurus – opisany w roku 2007 rodzaj dinozaura z infrarzędu stegozaurów. Jest to pierwszy przedstawiciel tej grupy pochodzący z górnojurajskiej formacji Shishogou leżącej w Sinciang w Chinach i w ogóle pierwszy stegozaur z Sinciang. Dokładniej szczątki pochodzą z górnej części wspomnianej formacji. Odkryto tam zęby o szerokich i symetrycznych koronach oraz kolce. Ocenia się, że rodzaj jest bardziej zaawansowany ewolucyjne od huajangozaurów, mniej natomiast, niż większość innych Stegosauridae.